# 百済寺 (奈良県広陵町)
百済寺（くだらじ）は、奈良県北葛城郡広陵町にある高野山真言宗の寺院である。山号はなし。本尊は十一面観音。

## 歴史
百済寺の創建の時期・経緯等は明らかでない。寺は三重塔と小さな本堂を残すのみで、隣接する春日若宮神社によって管理されている。
伝承によれば、この寺は聖徳太子建立の熊凝精舎を引き継いだ百済大寺の故地であるという。百済大寺とは、7世紀前半に創建された官寺で、再度の移転・改称の後、平城京に移転して南都七大寺の1つ大安寺となった。『日本書紀』舒明天皇11年（639年）7月条に舒明天皇が「今年、大宮及び大寺を造作（つく）らしむ」と命じた旨の記事があり、大宮と大寺は「百済川の側（ほとり）」に造られたという。この百済大宮と百済大寺の所在地を奈良県広陵町百済に比定する説は古くからあり、江戸時代の延宝9年（1681年）成立の地誌『和州旧跡幽考』も当地を百済大寺の旧地としている。しかし、当地における「百済」の地名が古代から存在した証拠がないこと、付近から古代の瓦の出土がないこと、飛鳥時代の他の宮（岡本宮、田中宮、厩坂宮など）の所在地が飛鳥近辺に比定されるのに対し、百済宮のみが遠く離れた奈良盆地中央部に位置するのは不自然であることなどから、この地に百済大寺が所在したことは早くから疑問視されていた。1997年以降、桜井市吉備（安倍文殊院の西方）の吉備池廃寺の発掘が進むにつれ、伽藍の規模、出土遺物の年代等から、この吉備池廃寺こそが百済大寺であった可能性がきわめて高くなっている。（「大安寺」の項も参照）
現・広陵町の百済寺は、室町時代には多武峰領となっていた。江戸時代初頭の慶長年間（1596 - 1615年）には6坊を数えたが、江戸時代後期の天保年間（1830 - 1844年）には中之坊と東之坊の2坊を残すのみであった。現在の春日若宮神社社務所は中之坊の後身である。

## 建造物

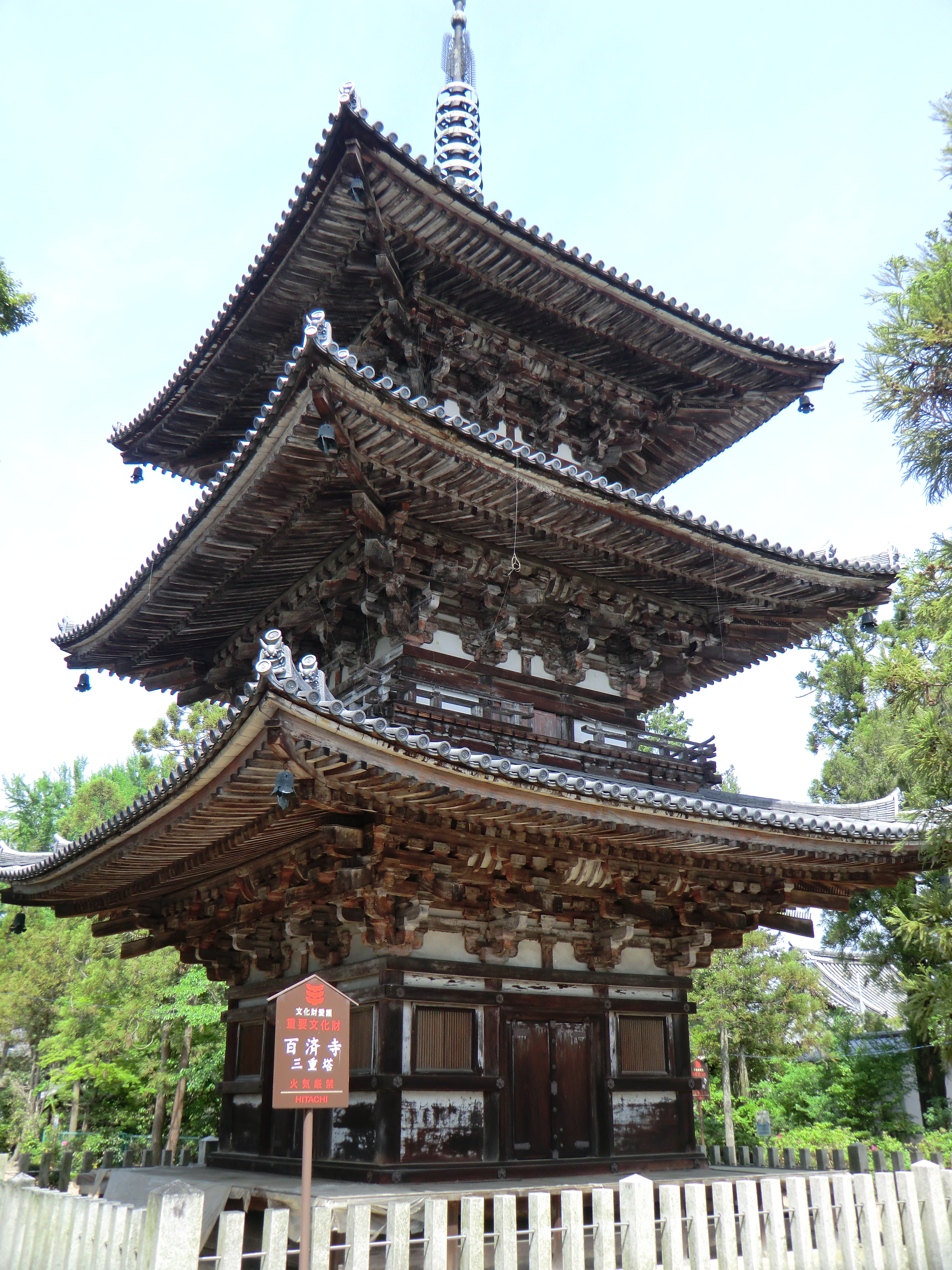
百済寺三重塔

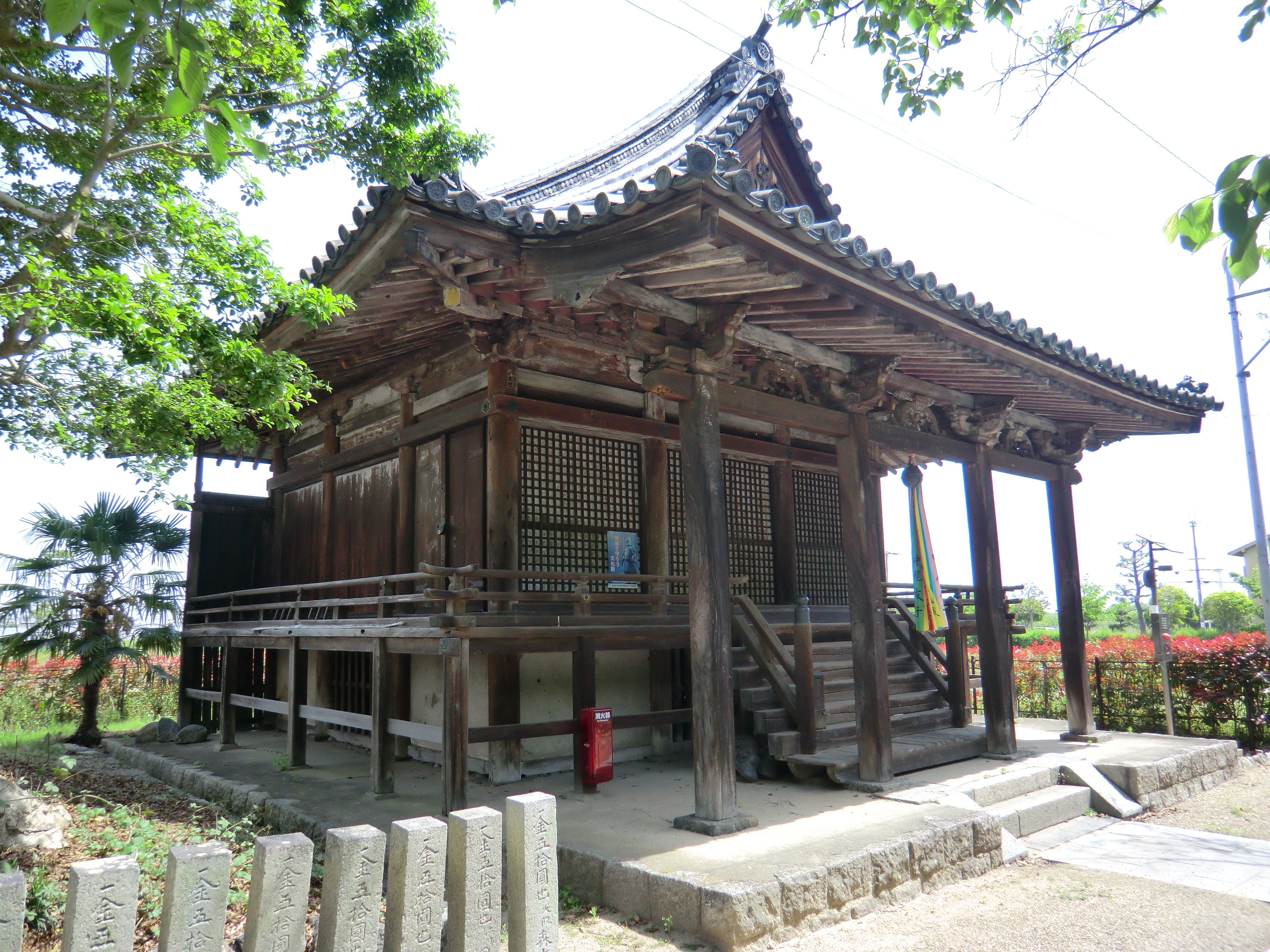
大織冠 (本堂)

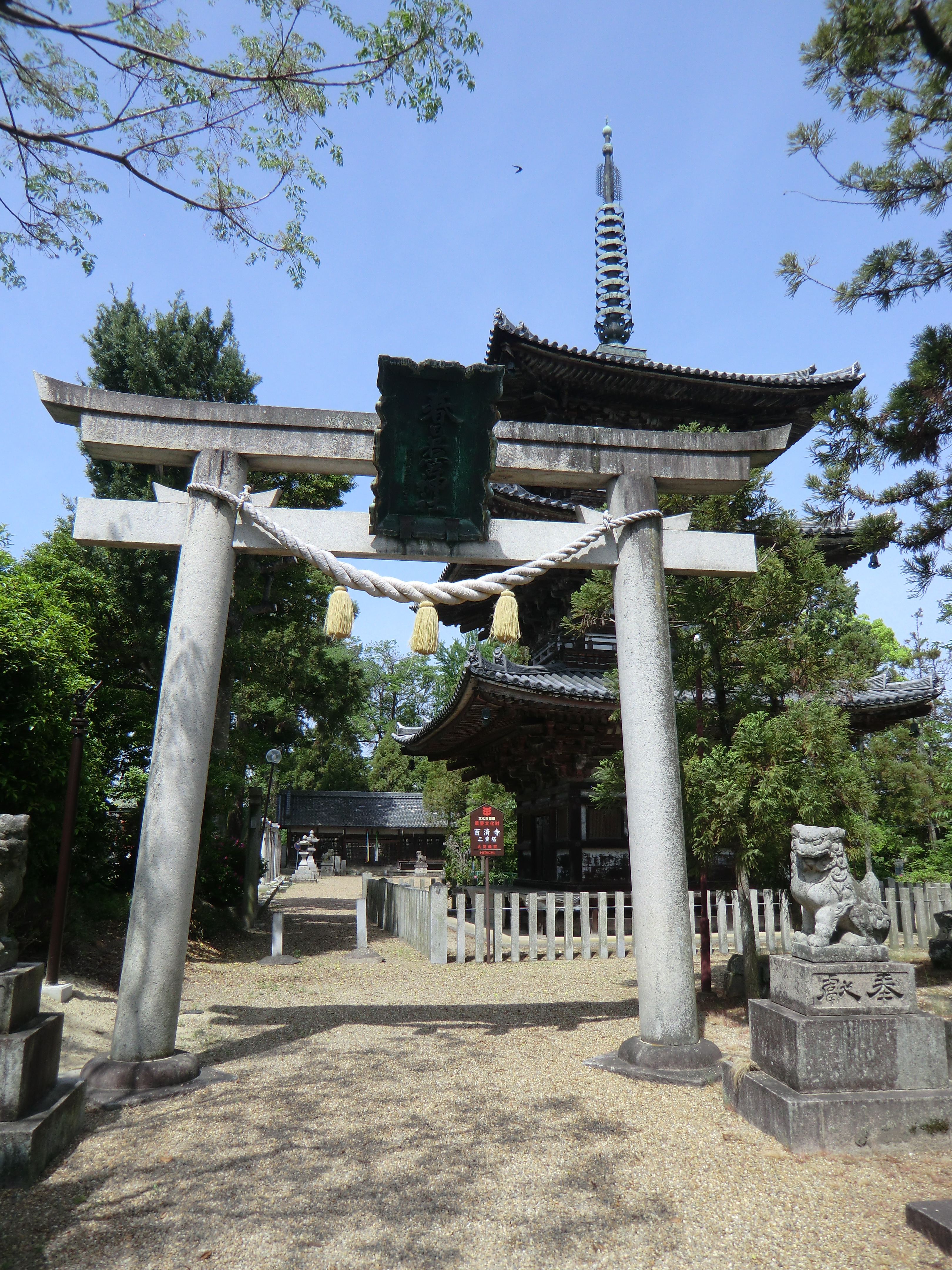
春日若宮神社鳥居と三重塔

- 本堂－大織冠（たいしょくかん）と呼ばれ、談山神社から移築したものと伝える。
- 三重塔（重要文化財）－鎌倉時代中期の建立。

## 文化財

### 国指定文化財
- 三重塔 - 明治39年（1906年）4月14日指定。

### 町指定文化財
- 本堂 - 平成10年（1998年）3月18日指定[6]。

## アクセス
- 近鉄大阪線松塚駅から徒歩30分